# Вільянуева-де-ла-Фуенте
Вільянуева-де-ла-Фуенте (ісп. Villanueva de la Fuente) — муніципалітет в Іспанії, у складі автономної спільноти Кастилія-Ла-Манча, у провінції Сьюдад-Реаль. Населення — 2490 осіб (2010).
Муніципалітет розташований на відстані близько 210 км на південний схід від Мадрида, 110 км на схід від Сьюдад-Реаля.

## Демографія
Динаміка населення (INE ):